# Líbano nos Jogos Olímpicos de Inverno da Juventude de 2016
O Líbano participará dos Jogos Olímpicos de Inverno da Juventude de 2016, a serem realizados em Lillehammer, na Noruega com dois atletas no esqui alpino.

## Esqui Alpino

### Feminino
Judy Arnouk

### Masculino
Jeffrey Zina